# Hydrazyd maleinowy
Hydrazyd maleinowy – organiczny związek chemiczny, hydrazyd kwasu maleinowego, regulator wzrostu roślin. Stosowany jako inhibitor wzrostu drzew oraz do przechowywania warzyw, na przykład ziemniaków lub cebuli.
Występuje w dwóch formach tautomerycznych, laktamowej i laktimowej.